# Лисья Поляна (Нижегородская область)
Ли́сья Поля́на — село в Пильнинском районе Нижегородской области. Входит в состав  Можаров-Майданского сельсовета.

## География
Село находится на расстоянии 16 км (по прямой) к северо-западу от рабочего посёлка Пильна, административного центра района.

## Население
| 2002 | 2010 |
| ---- | ---- |
| 107  | ↘68  |

### Национальный состав
Согласно результатам переписи 2002 года, в национальной структуре населения русские составляли 93 % из 107 чел.